# Кітселас 1
Кітселас 1 (англ. Kitselas 1) — індіанська резервація в Канаді, у провінції Британська Колумбія, у межах регіонального округу Кітімат-Стекін.

## Населення
За даними перепису 2016 року, індіанська резервація нараховувала 269 осіб, показавши зростання на 22,3%, порівняно з 2011-м роком. Середня густина населення становила 56,7 осіб/км².
З офіційних мов обидвома одночасно не володів жоден з жителів, тільки англійською — 270. Усього 10 осіб вважали рідною мовою не одну з офіційних, з них усі — одну з корінних мов.
Працездатне населення становило 58,8% усього населення, рівень безробіття — 15%.

## Клімат
Середня річна температура становить 5,4°C, середня максимальна – 18,6°C, а середня мінімальна – -10,7°C. Середня річна кількість опадів – 1 192 мм.
| Клімат поселення                              | Клімат поселення | Клімат поселення | Клімат поселення | Клімат поселення | Клімат поселення | Клімат поселення | Клімат поселення | Клімат поселення | Клімат поселення | Клімат поселення | Клімат поселення | Клімат поселення | Клімат поселення |
| Показник                                      | Січ.             | Лют.             | Бер.             | Квіт.            | Трав.            | Черв.            | Лип.             | Серп.            | Вер.             | Жовт.            | Лист.            | Груд.            |                  |
| Середній максимум, °C                         | 1,17             | 3,80             | 7,54             | 11,32            | 15,23            | 18,59            | 17,64            | 17,64            | 13,78            | 8,20             | 2,35             | −1,21            |                  |
| Середня температура, °C                       | −4,74            | −2,11            | 1,62             | 5,42             | 9,31             | 12,68            | 15,09            | 15,08            | 11,25            | 5,66             | −0,18            | −3,76            |                  |
| Середній мінімум, °C                          | −10,66           | −8,03            | −4,29            | −0,51            | 3,40             | 6,76             | 12,53            | 12,54            | 8,69             | 3,12             | −2,73            | −6,3             |                  |
| Норма опадів, мм                              | 149              | 100              | 70               | 63               | 52               | 53               | 51               | 63               | 107              | 182              | 154              | 148              |                  |
| Середньомісячна швидкість вітру, м/с          | 2.45             | 2.35             | 2.32             | 2.36             | 2.30             | 2.31             | 2.11             | 1.91             | 1.82             | 2.00             | 2.13             | 2.28             |                  |
| Середньомісячна сонячна радіація, кДж/м²·день | 1998             | 4410             | 8743             | 13903            | 17630            | 18964            | 18164            | 15285            | 10189            | 5259             | 2432             | 1425             |                  |
| --------------------------------------------- | ---------------- | ---------------- | ---------------- | ---------------- | ---------------- | ---------------- | ---------------- | ---------------- | ---------------- | ---------------- | ---------------- | ---------------- | ---------------- |
| Джерело:                                      |                  |                  |                  |                  |                  |                  |                  |                  |                  |                  |                  |                  |                  |